# Camille Cyr-Desmarais
Pour les articles homonymes, voir Cyr et Desmarais.
Camille Cyr-Desmarais, née le 13 novembre 1977, est une actrice québécoise, spécialisée dans le doublage.

## Biographie
Camille Cyr-Desmarais devient l'un des premiers enfants québécois à devenir doubleur lorsqu'elle débute dans l'industrie du doublage à l'âge de 9 ans.
Elle est entre autres la voix québécoise régulière de Cameron Diaz, Scarlett Johansson, Charlize Theron, Radha Mitchell, Kate Beckinsale, Jessica Biel, Kate Hudson, Julia Stiles, Mila Kunis, Rachel Weisz, Hilary Swank, Emily Blunt, Salma Hayek et Carla Gugino ainsi qu'une des voix de Jennifer Love Hewitt, Rose McGowan, Carmen Electra, Helena Bonham Carter, Jada Pinkett Smith, Brittany Murphy, Vera Farmiga, Taraji P. Henson, Emmanuelle Chriqui, Malin Åkerman, Mena Suvari et Michelle Rodriguez. Elle est décrite comme ayant une « voix-caméléon » permettant de prendre plusieurs identités et maîtrisant l'accent sud-américain.

## Filmographie
- 1986 : Le Dernier Havre
- 1990 : Pas de répit pour Mélanie de Jean Beaudry : Sarah
- 1990-1991 : Les Filles de Caleb (série télévisée) : Année Bordeleau[2]

## Doublage

### Cinéma

#### Films
- Scarlett Johansson dans (29 films) :
  - L'Homme qui murmurait à l'oreille des chevaux (1998) : Grace MacLean
  - Terreur sur huit pattes (2002) : Ashley Parker
  - Une femme honorable (2004) : Meg Windermere
  - En bonne compagnie (2005) : Alex Foreman
  - Une ballade pour Bobby Long (2005) : Pursy Will
  - L'île (2005) : Sarah « Deux Delta » Jordan
  - Le Dahlia noir (2006) : Kay Lake
  - Le Prestige (2006) : Olivia Wenscombe
  - Le Journal d'une Nanny (2007) : Annie Braddock
  - Deux Sœurs pour un roi (2008) : Mary Boleyn
  - Le Spirit (2008) : Silken Floss
  - Laisse tomber, il te mérite pas (2009) : Anna
  - Iron Man 2 (2010) : Natasha Romanoff / La Veuve noire
  - Nous avons acheté un zoo (2011) : Kelly Foster
  - Les Avengers : Le film (2012) : Natasha Romanoff / La Veuve noire
  - Don Jon (2013) : Barbara Sugarman
  - Capitaine America : Le Soldat de l'hiver (2014) : Natasha Romanoff / La Veuve noire
  - Chef (2014) : Molly
  - Lucy (2014) : Lucy
  - Avengers : L'Ère d'Ultron (2015) : Natasha Romanoff / La Veuve noire
  - Capitaine America : La Guerre civile (2016) : Natasha Romanoff / La Veuve noire
  - Ghost in the Shell (2017) : Major Mira Killian / Motoko Kusanagi
  - Dure Soirée (2017) : Jess
  - Avengers : La Guerre de l'infini (2018) : Natasha Romanoff / Black Widow
  - Capitaine Marvel (2019) : Natasha Romanoff / Black Widow (caméo)
  - Avengers : Phase finale (2019) : Natasha Romanoff / Black Widow
  - Black Widow (2021) : Natasha Romanoff / Black Widow
  - Asteroid City (2023) : Midge Campbell
  - Emmène-moi sur la Lune (2024) : Kelly Jones
- Charlize Theron dans (19 films) :
  - La Femme de l'astronaute (1999) : Jillian Armacost
  - L'Honneur à tout prix (2000) : Gwen Sunday
  - Doux Novembre (2001) : Sara Deever
  - Un boulot à l'italienne (2003) : Stella Bridger
  - La Tête dans les nuages (2004) : Gilda Bessé
  - Le Vent du Nord (2005) : Josey Aimes
  - Æon Flux (2005) : Æon Flux
  - Réveil inattendu (2008) : Joleen
  - Hancock (2008) : Mary Embrey
  - La Route (2009) : la femme
  - Blanche-Neige et le Chasseur (2012) : la Reine Ravenna
  - Prometheus (2012) : Meredith Vickers
  - Mille et une façons de mourir dans l'Ouest (2014) : Anna
  - Mad Max: La Route du chaos (2015) : Impératrice Furiosa
  - Le Chasseur : La Guerre hivernale (2016) : la Reine Ravenna
  - Blonde atomique (2017) : Lorraine Broughton
  - Gringo (2018) : Elaine Markinson
  - Tully (2018) : Marlo Moreau
  - Un bon coup (2019) : Charlotte Field
  - Scandale (2019) : Megyn Kelly
- Cameron Diaz dans (16 films) :
  - Le Mariage de mon meilleur ami (1997) : Kimberly Wallace
  - Marie a un je-ne-sais-quoi (1998) : Mary Jensen
  - Mauvaise conduite (1998) : Laura Garrety
  - Les Héros du dimanche (1999) : Christina Pagniacci
  - Tout ce qu'on peut apprendre d'une femme au premier regard (2000) : Carol
  - Un ciel couleur vanille (2001) : Julie
  - Les Vacances (2006) : Amanda Woods
  - Ce qui se passe à Vegas (2008) : Joy McNally
  - Ma vie pour la tienne (2009) : Sara Fitzgerald
  - La Boîte (2009) : Norma Lewis
  - Nuit et Jour (2010) : June Havens
  - Le Frelon Vert (2011) : Leonore Case
  - Sale prof (2011) : Elizabeth Halsey
  - Comment prévoir l'imprévisible (2012) : Jules
  - L'Autre femme (2014) : Carly Whitten
  - Film osé (2014) : Annie
- Carla Gugino dans (16 films) :
  - Espions en herbe (2001) : Ingrid Cortez
  - Le Centre de l'Univers (2001) : Jerri
  - Espions en herbe 2 : L'Île des rêves envolés (2002) : Ingrid Cortez
  - Espions en herbe 3D : Fin du jeu (2003) : Ingrid Cortez
  - Une histoire de Sin City (2005) : Lucille
  - Le Pouvoir du jeu (2007) : Dr. Veronica Cruz
  - Gangster américain (2007) : Laurie Roberts
  - Meurtre légitime (2008) : Karen Corelli
  - La Course vers la montagne ensorcelée (2009) : Dr. Alex Friedman
  - Vitesse extrême (2010) : Cicero
  - M. Popper et ses manchots (2011) : Amanda
  - San Andreas (2015) : Emma Gaines
  - L'Espace qui nous sépare (2017) : Kendra
  - Lisa Frankenstein (2024) : Janet
- Salma Hayek dans (15 films) :
  - Frida (2002) : Frida Kahlo
  - Il était une fois au Mexique (2003) : Carolina
  - L'Assistant du vampire (2009) : Madame Truska
  - Grandes personnes (2010) : Roxanne Chase-Feder
  - Sauvages (2012) : Elena
  - Ça va faire boom (2012) : Bella Flores
  - Grandes personnes 2 (2013) : Roxanne Chase-Feder
  - Everly (2015) : Everly
  - Insurrection (2015) : Farnez
  - Mon meilleur ennemi (2017) : Sonia Kincaid
  - Le projet Hummingbird (2018) : Eva Torres
  - La Guerre des Boss (2020) : Claire Luna
  - La femme de mon meilleur ennemi (2021) : Sonia Kincaid
  - Éternels (2021) : Ajak
  - La Saga Gucci (2021) : Giuseppina Auriemma
- Kate Beckinsale dans (14 films) :
  - Heureux hasard (2001) : Sara Thomas
  - Monde Infernal (2003) : Selene
  - L'Aviateur (2004) : Ava Gardner
  - Monde Infernal : Évolution (2006) : Selene
  - Clic (2006) : Donna Newman
  - Des anges dans la neige (2008) : Annie Marchand
  - Monde Infernal : La révolte des Lycans (2009) : Selene
  - Rien que la vérité (2009) : Rachel Armstrong
  - Fragments (2009) : Carla Davenport
  - Whiteout : Enfer blanc (2009) : Carrie Stetko
  - Tout va bien (2009) : Amy Goode
  - Contrebande (2012) : Kate Farraday
  - Monde Infernal : L'éveil (2012) : Selene
  - Total Recall : Mémoires programmées (2012) : Lori
  - Monde Infernal : La guerre du sang (2016) : Selene
  - Amour et amitié (2016) : Lady Susan Vernon Martin
- Emily Blunt dans (13 films) :
  - Le Diable s'habille en Prada (2006) : Emily
  - Bureau de contrôle (2011) : Elise Sellas
  - Partie de pêche au Yémen (2012) : Harriet
  - Looper : Les Tueurs du temps (2012) : Sara
  - Un jour sans lendemain (2014) : Rita Vrataski
  - Sicario (2015) : Kate Macer
  - La Fille du train (2016) : Rachel Watson
  - Un coin tranquille (2018) : Evelyn Abbott
  - Un coin tranquille 2e partie (2020) : Evelyn Abbott
  - Amours irlandaises (2020) : Rosemary Muldoon
  - Croisière dans la jungle (2021) : Dr Lily Houghton
  - Oppenheimer (2023) : Katherine « Kitty » Oppenheimer
  - Le cascadeur (2024) : Jody Moreno
- Jessica Biel dans (13 films) :
  - Un noël à la course (1998) : Allie Henderson
  - L'Amour à coup sûr (2001) : Tenley Parrish
  - Massacre à la tronçonneuse (2003) : Erin
  - Le Cellulaire (2004) : Chloe
  - Blade III : La Trinité (2004) : Abigail Whistler
  - Elizabethtown (2005) : Ellen Kishmore
  - L'Illusionniste (2006) : Sophie von Täschen
  - Le Retour des braves (2006) : Vanessa Price
  - Je vous déclare Chuck et Larry (2007) : Alex McDonough
  - La Saint-Valentin (2010) : Kara Monahan
  - L'Agence tous risques (2010) : le capitaine Charissa Sosa
  - La Veille du Nouvel An (2011) : Tess Byrne
  - L'Amour en jeu (2012) : Stacie
- Kate Hudson dans (13 films) :
  - Commérages (2000) : Naomi Preston
  - À propos d'Adam (2001) : Lucy Owens
  - Les Quatre plumes (2002) : Ethne Eustace
  - Comment perdre son mec en 10 jours (2003) : Andie Anderson
  - Alex & Emma (2003) : Emma Dinsmore / Ylva / Elsa / Eldora / Anna
  - Tante Helen (2004) : Helen Harris
  - Toi, moi et Dupree (2006) : Molly Peterson
  - Chasse au trésor (2008) : Tess Finnegan
  - La Copine de mon ami (2008) : Alexis
  - La Guerre des mariées (2009) : Liv Lerner
  - Neuf (2009) : Stephanie Necrophuros
  - Duo à trois (2011) : Darcy
  - Pour un instant de bonheur (2012) : Marley Corbett
  - Good People (2014) : Anna Reed
- Mila Kunis dans (11 films) :
  - Oublie Sarah Marshall (2008) : Rachel Jansen
  - Max Payne (2008) : Mona Sax
  - Le Livre d'Élie (2010) : Solara
  - Le Cygne noir (2010) : Lily
  - Amis modernes (2011) : Jamie Reliss
  - Ted (2012) : Lori Collins
  - Oz, le magnifique (2013) : Théodora
  - Mères indignes (2016) : Amy Mitchell
  - Mères indignes 2 (2017) : Amy Mitchell
  - L'Espion qui m'a dompée (2018) : Audrey Stockton
  - Scandale en direct (2021) : Nancy
- Michelle Rodriguez dans (11 films) :
  - Rapides et Dangereux (2001) : Letty Ortiz
  - Défi bleu (2002) : Eden
  - Rapides et Dangereux 4 (2009) : Letty Ortiz
  - Mission : Los Angeles (2011) : Sergent Elena Santos
  - Rapides et Dangereux 6 (2013) : Letty Ortiz
  - Dangereux 7 (2015) : Letty Ortiz
  - Le Destin des Dangereux (2017) : Letty Ortiz
  - Veuves (2018) : Linda Pirelli
  -  Rapides et Dangereux 9 : La Saga (2021) : Letty Ortiz
  - Donjons et Dragons : L'Honneur des voleurs (2023) : Holga Kilgore, la barbare
  - Rapides X (2023) : Letty Ortiz
- Malin Åkerman dans (11 films) :
  - 27 Robes (2008) : Tess Nichols
  - La Proposition (2009) : Gertrude
  - Couples en vacances (2009) : Ronnie
  - Les Romantiques (2011) : Tripler
  - Le Bang Bang Club (2011) : Robin Comley
  - Arnaque .44 (2012) : Tess
  - L'Ère du rock (2012) : Constance Sack
  - Kidnappée (2013) : Riley Jeffers
  - Mensonges (2016) : Emily Hynes
  - Ravages (2018) : Claire Wyden
  - Amis et ennemis (2020) : Molly
- Radha Mitchell dans (10 films) :
  - Voyage au pays imaginaire (2004) : Mary Barrie
  - Mozart et la baleine (2006) : Isabelle Sorenson
  - Festin d'amour (2007) : Diana Croce
  - Féroce (2007) : Kate Ryan
  - Le Code (2009) : Alexandra Korolenko
  - Clones (2009) : l'agent Jennifer Peters
  - Les Détraqués (2010) : Judy Dutton
  - Assaut sur la Maison-Blanche (2013) : Leah Banning
  - Assaut sur Londres (2016) : Leah Banning
  - 2 Cœurs (2020) : Leslie
- Julia Stiles dans (8 films) :
  - Dix choses que je déteste de toi (1999) : Kat Stratford
  - La Fille de mes rêves (2000) : Imogen
  - Typiquement masculin (2003) : Becky
  - Le Prince et Moi (2004) : Paige Morgan
  - La Mort dans la peau (2004) : Nicky Parsons
  - Edmond (2006) : Glenna
  - La Vengeance dans la peau (2007) : Nicky Parsons
  - Le Bon côté des choses (2012) : Veronica
  - Jason Bourne (2016) : Nicky Parsons
- Rachel Weisz dans (8 films) :
  - La Forme des choses (2003) : Evelyn Ann Thompson
  - Constantine (2005) : Angela Dodson / Isabel Dodson
  - La Constance du jardinier (2005) : Tessa Quayle
  - Le Frère Noël (2007) : Wanda
  - Bien sûr, peut-être (2008) : Summer Hartley
  - Les Frères Bloom (2009) : Penelope Stamp
  - La Dénonciation (2011) : Kathryn Bolkovac
  - Déni (2016) : Deborah Lipstadt
- Hilary Swank dans (8 films) :
  - Le Don (2000) : Valerie Barksdale
  - La Fille à un million de dollars (2004) : Maggie Fitzgerald
  - La Moisson (2007) : Katherine Winter
  - P.S. Je t'aime (2007) : Holly Kennedy
  - La Résidente (2011) : Dr Juliet Dermer
  - Le destin des Logan (2017) : Sarah Grayson
  - La Chasse (2020) : Athéna Stone
  - La Fureur d'une mère (2023) : Marissa
- Vera Farmiga dans (8 films) :
  - Traqué (2006) : Teresa Gazelle
  - Agents troubles (2006) : Madolyn
  - La Conjuration (2013) : Lorraine Warren
  - Le Juge (2014) : Samantha
  - La Conjuration 2 (2016) : Lorraine Warren
  -  Annabelle 3 : Retour à la maison (2019) : Lorraine Warren
  - La Conjuration : Sous l'emprise du diable (2021) : Lorraine Warren
  - Ezra (2023) : Grace
- Rachael Leigh Cook dans (7 films) :
  - Les Nouvelles aventures de Tom et Huck (1995) : Becky Thatcher
  - Une folle équipée (1996) : Kayla
  - Les filles font la loi (1998) : Abby Sawyer
  - Elle a tout pour elle (1999) : Laney Boggs
  - La Loi du milieu (2000) : Doreen
  - Antitrust (2001) : Lisa Calighan
  - Josie et les Pussycats (2001) : Josie McCoy
  - Bienvenue à 29 Palms (2003) : la serveuse
- Taraji P. Henson dans (7 films) :
  - Haute Coiffure (2004) : Tiffany
  - Un goût de nouveauté (2006) : Shari
  - Coup fumant (2006) : Sharice Witters
  - Le Karaté Kid (2010) : Sherry Parker
  - Mon fils a disparu (2011) : Tiffany Rubin
  - Mauvaises intentions (2014) : Terry Granger
  - Les Figures de l'ombre (2017) : Katherine Johnson
- Jennifer Tilly dans (5 films) :
  - La Fiancée de Chucky (1998) : Tiffany
  - Génération Chucky (2004) : elle-même / Tiffany (voix)
  - Un miracle pour Ralph (2005) : Alice
  - Combot de luxe avec extra (2006) : Alma
  - La Malédiction de Chucky (2013) : Tiffany
- Rose McGowan dans (5 films) :
  - Fantômes (1998) : Lisa Pailey
  - Grindhouse en programme double (2007) 6 avril
  - Planète Terreur : Cherry Darling
    - À l'épreuve de la mort : Pam

  - Le Dénonciateur (2009) : Grace
  - Conan le Barbare (2011) : Marique
- Liane Balaban dans :
  - La Fille de New Waterford (2000) : Mooney Pottie
  - Saint-Jude (2000) : Jude
  - Le Globe-trotter (2002) : Meg
  - La Dernière chance d'Harvey (2009) : Susan
- Emmanuelle Chriqui dans :
  - En bout de ligne (2001) : Abbey
  - Sortie fatale (2003) : Carly
  - On ne rigole pas avec le Zohan (2008) : Dalia Hakbarah
  - 13 (2011) : Aileen
- Natalie Portman dans :
  - Tension (1995) : Lauren
  - Mars attaque ! (1996) : Taffy Dale
  - V pour Vendetta (2006) : Evey Hammond
  - Son Altesse (2011) : Isabel
- Helena Bonham Carter dans :
  - La Planète des singes (2001) : Ari
  - Le Discours du roi (2010) : Elizabeth Bowes-Lyon
  - The Lone Ranger : Le Justicier masqué (2013) : Red Harrington
- Jennifer Love Hewitt dans :
  - Le Pacte du silence (1997) : Julie James
  - L'Autre pacte du silence (1998) : Julie James
  - Les Enjôleuses (2001) : Wendy / Page Conners / Jane Helstrom
- Marnie Alton dans :
  - MVP 2 : Une merveille verticale chez les primates (2001) : Mandy
  - En enfer (2004) : Grey LeBlanc
  - Catastrophe Naturelle : Volcan (2005) : Dee Woods
- Clea DuVall dans :
  - Les Enseignants (1998) : Stokely Mitchell
  - Passagers (2008) : Shannon
  - Argo (2012) : Cora Lijek
- Carmen Electra dans :
  - Film de peur (2000) : Drew Decker
  - La Fille de mon patron (2003) : Tina
  - Starsky et Hutch (2004) : Staci
- Sienna Guillory dans :
  - Resident Evil: Apocalypse (2004) : Jill Valentine
  - Désarmé (2010) : Jane Taylor
  - Resident Evil : Le Châtiment (2012) : Jill Valentine
- Brittany Murphy dans :
  - Ne dites rien (2001) : Elisabeth Burrows
  - Craqué (2003) : Nikki
  - Le Petit carnet noir (2004) : Stacy
- Emily Perkins dans :
  - Entre sœurs (2001) : Brigitte Fitzgerald
  - Entre sœurs II : Déchaînées (2004) : Brigitte Fitzgerald
  - Entre sœurs III : Le Début (2004) : Brigitte Fitzgerald
- Jada Pinkett Smith dans :
  - Ali (2001) : Sonji
  - Femmes (2008) : Alex Fisher
  - Le Contrat humain (2009) : Rita
- Sarah Strange dans :
  - Jeunesse en folie (1998) : Cynthia
  - Interférences (2005) : Jane
  - La Porte des étoiles : L'Arche de la vérité (2008) : la Fée Morgane
- Mena Suvari dans :
  - Le Mousquetaire (2001) : Francesca Bonacieux
  - La rumeur court (2005) : Annie Huttinger
  - Folies de Graduation : La Réunion (2012) : Heather
- Amber Tamblyn dans :
  - Quatre filles et un jean (2005) : Tibby Tomko-Rollins
  - Des vacances de printemps d'enfer (2009) : Ashley
  - Quatre filles et un jean 2 (2008) : Tibby Tomko-Rollins
- Marisa Tomei dans :
  - Quelqu'un comme toi (2001) : Liz
  - Cyrus (2010) : Molly
  - Un amour fou (2011) : Kate
- Shannon Elizabeth dans :
  - Folies de graduation (1999) : Nadia
  - Folies de graduation 2 (2001) : Nadia
- Amy Adams dans :
  - Au service de Sara (2002) : Kate
  - Les Nuits de Talladega : La Ballade de Ricky Bobby (2006) : Susan
- Fairuza Balk dans :
  - Magie Noire (1996) : Nancy Downs
  - L'Île du Dr. Moreau (1996) : Aissa
- Drew Barrymore dans :
  - L'Amour fou (1995) : Casey Roberts
  - Un rendez-vous avec Drew (2005) : elle-même
- Joy Bryant dans :
  - Honey (2003) : Gina
  - Délits et fuite (2012) : Neve
- Jenna Dewan-Tatum dans :
  - Entrez dans la danse (2006) : Sasha
  - Braqueurs (2011) : Mia
- Kimberly Elise dans :
  - La Bien-aimée (1998) : Denver
  - Le Candidat mandchou (2004) : Rosie

- Regina Hall dans :
  - Le Truand de Malibu (2003) : Shondra
  - Pour le meilleur ou pour le pire (2005) : Trixie Norton

- Emily Hampshire dans :
  - Mort Innocente (1996) : Nicole
  - Vipères (2003) : Ruth

- Jaime King dans :
  - Un moine à toute épreuve (2003) : Jade
  - The Tripper (2007) : Samantha

- Jordan Ladd dans :
  - Un baiser, enfin ! (1999) : Gibby Zerefski
  - Fièvre noire (2003) : Karen

- Alyssa Milano dans :
  - Fleur de poison 2 : Lily (1996) : Lily Leonetti
  - Pathologie (2008) : Gwen Williamson

- Mandy Moore dans :
  - Le Journal d'une princesse (2001) : Lana Thomas
  - Éloge de la liberté (2004) : Anna Foster

- Nora-Jane Noone dans :
  - La Descente (2006) : Holly
  - La Descente 2 (2010) : Holly

- Anna Paquin dans :
  - Le Premier envol (1996) : Amy Alden
  - Soldats sans bataille (2003) : Robyn Lee

- Jessica Paré dans :
  - Rebelles (2001) : Victoria « Tori » Moller
  - Bollywood / Hollywood (2002) : Kimberly

- Gina Philips dans :
  - Morts de peur (2001) : Trish
  - La Peur du loup (2005) : Nicole Walker

- Tanit Phoenix dans :
  - Course à la mort 2 (2011) : Katrina Banks
  - Course à la mort 3 : L'enfer (2013) : Katrina Banks

- Denise Richards dans :
  - Saint-Valentin (2001) : Paige Prescott
  - Empire (2002) : Trish

- Keri Russell dans :
  - Escrocs en herbe (2010) : Janet
  - L'Aube de la planète des singes (2014) : Ellie

- Zoe Saldaña dans :
  - Pirates des Caraïbes : La Malédiction de la perle noire (2003) : Anamaria
  - Devine qui (2005) : Theresa Jones

- Sarah Shahi dans :
  - AmericanEast (2009) : Salwah
  - Du plomb dans la tête (2013) : Lisa Bonomo

- Amy Smart dans :
  - Les Patrouilleurs de l'espace (1997) : Stack Lumbreiser
  - Cannabis 101 (1999) : Jane Weston

- 1989 : L'Espoir aux trousses : Elka (Kama Kowalewska)
- 1990 : Heidi : Le sentier du courage : Gudrun (Kathryn Ludlow)
- 1990 : Père : Rebecca Winton (Simone Robertson)
- 1991 : Faut pas dire à maman que la gardienne mange les pissenlits par les racines : Melissa Crandell (Danielle Harris)
- 1991 : Le Prince des marées : Jennifer Wingo (Lindsay Wray)
- 1992 : Une seconde chance : Helen (Isabel Glasser)
- 1992 : Papa et maman sauvent le monde : Semage (Kathy Ireland)
- 1994 : Digger : Rosemary Malone (Gabrielle Miller)
- 1994 : Terre sauvage : Hanna Morgan (Mercedes McNab)
- 1995 : Le Club des Baby-Sitters : Karen Brewer (Jessica Needham)
- 1997 : La Beauté et la Brute : Masha Pochenko (Heather DeLoach)
- 1997 : Beautés sauvages : Julie Anne (Amy Lee Douglas)
- 1997 : Laserhawk : Cara (Melissa Galianos)
- 1997 : L'Avocat du diable : Barbara (Heather Matarazzo)
- 1998 : Fantômes Étrangers : Tanya (Camille Martinez)
- 1998 : Faux-fuyant : Sally (Lynne Adams)
- 1998 : Les Premiers Colons : Shaquinna (Lisa Barbuscia)
- 1998 : Ce soir, tout est permis : Beth (Jaime Pressly)
- 1998 : Petits Soldats : Christy Fimple (Kirsten Dunst)
- 1998 : Comportement Insolite : Mary Jo Copeland (Natassia Malthe)
- 1998 : À tout jamais : Marguerite (Megan Dodds)
- 1998 : Sue perdue dans Manhattan : Lola (Tahnee Welch)
- 1998 : Une nuit au Roxbury : Cambi (Elisa Donovan)
- 1999 : Un autre jour sans paradis : Rosie (Natasha Gregson Wagner)
- 1999 : Le Projet Blair : Elle-même (Heather Donahue)
- 1999 : Baises et conséquences : Emma Cooper (Sybil Temchen)
- 2000 : Roméo doit mourir : Trish O'Day (Aaliyah)
- 2000 : Folles de lui ! : Jenny (Kim Dickens)
- 2000 : Le cercle fermé : Brittany (Susan Ward)
- 2000 : Bénie soit l'enfant : Jenna O'Connor (Angela Bettis)
- 2000 : Mes cinq chéries : Sarah (Emmanuelle Vaugier)
- 2000 : De toute beauté : Lorna Larkin (Bridgette Wilson)
- 2000 : Dr et les Femmes : la chorégraphe (Judy Trammell)
- 2000 : Dracula 2000 : Mary Heller (Justine Waddell)
- 2000 : Le Grinch : Martha May Chou (Christine Baranski)
- 2001 : Secret de famille : Sarah Parker (Chandra West)
- 2001 : À toute vitesse : Sophia Simone (Estella Warren)
- 2001 : Docteur Dolittle 2 : Charisse Dolittle (Raven-Symoné)
- 2001 : Hedwig : Yitzhak (Miriam Shor)
- 2001 : O : Emily (Rain Phoenix)
- 2001 : Le Chevalier Noir : Nicole (Marsha Thomason)
- 2001 : Pas encore un film d'ados ! : Janey Briggs (Chyler Leigh)
- 2002 : Une promenade inoubliable : Belinda (Lauren German)
- 2002 : Pages de vie : Danielle Whitaker (Nikki Barnett)
- 2002 : Une ville près de la mer : Gina (Eliza Dushku)
- 2002 : Sweet Home Alabama : Tabatha Wadmore-Smith (Rhona Mitra)
- 2002 : Les Masseuses : Betty (Tara Spencer-Nairn)
- 2002 : La Chevauchée de Virginia : Caroline Lofton (Rachel Skarsten)
- 2003 : Le Nouvel Agent : Layla Moore (Bridget Moynahan)
- 2003 : Party surprise : Stephanie Carr (Valerie Buhagiar)
- 2003 : Débarrasse-nous d'Éva : Jacqui Dandrige (Meagan Good)
- 2003 : Joue-la comme Beckham : Jess(Parminder Nagra)
- 2003 : Un homme à part : Stacy Vetter (Jacqueline Obradors)
- 2003 : Blonde et légale 2 : Rouge, blanc et blonde : Margot (Jessica Cauffiel)
- 2003 : Mauvais garçons 2 : Syd Burnett (Gabrielle Union)
- 2003 : Un vendredi dingue, dingue, dingue : Anna Coleman (Lindsay Lohan)
- 2003 : Duplex : Celine (Amber Valletta)
- 2003 : À toute épreuve : Sam (Kristin Booth)
- 2003 : House of the Dead : Le jeu ne fait que commencer : Karma (Enuka Okuma)
- 2003 : Prisonniers du temps : Kate Erickson (Frances O'Connor)
- 2004 : Chez le barbier 2 : De retour en affaires : Jennifer (Jazsmin Lewis)
- 2004 : Danse lascive 2 : Les nuits de la Havane : Eve (January Jones)
- 2004 : Intermède : Helen (Neilí Conroy)
- 2004 : Drôles de blondes : Brittany Wilson (Maitland Ward)
- 2004 : Les Sentinelles de l'air : Transom (Rose Keegan)
- 2004 : Sans aviron : Flower (Rachel Blanchard)
- 2004 : Quand m'aimera-t-on ? : Vera Barrie (Neve Campbell)
- 2004 : Médecins en herbe : Mitzi Cole (Christine Chatelain)
- 2004 : La Fortune de Géraldine : Linda Liddle (Nicole Maillet)
- 2004 : Ray : Ethel McRae (Kimberly Ardison)
- 2005 : Viens voir papa ! : Heather McKay (Patsy Kensit)
- 2005 : Ne m'appelez pas Tonto : Tanya (Michelle Thrush)
- 2005 : Crash : Ria (Jennifer Esposito)
- 2005 : La Terre des morts : Slack (Asia Argento)
- 2005 : La Conspiration du silence : Mary McLaughlin (Catherine Cusack)
- 2005 : Moi, toi et tous les autres : Pam (JoNell Kennedy (en))
- 2005 : Au revoir Elvis : Shirl (Annie Potts)
- 2005 : Deuce Bigalow : Gigolo Européen : Eva (Hanna Verboom)
- 2005 : Enjeux sur glace : Felicity Carelli (Juliette Marquis)
- 2005 : Décadence 2 : Détective Allison Kerry (Dina Meyer)
- 2005 : Rent : Mimi Marquez (Rosario Dawson)
- 2006 : L'Auberge : Natalya (Barbara Nedeljakova)
- 2006 : L'Amour en question : Venita (Niki J. Crawford)
- 2006 : Motel Niagara : Denise (Anna Friel)
- 2006 : Le regard du diable : Christine (Christina Vidal)
- 2006 : La Dame de l'eau : Anna Ran (Sarita Choudhury)
- 2006 : John Tucker doit mourir : Heather (Ashanti)
- 2006 : Deux flics à Miami : Isabella (Gong Li)
- 2006 : Serpents à bord : Claire Miller (Julianna Margulies)
- 2006 : Crinqué : Chocolat (Valarie Rae Miller)
- 2006 : Le fusilier marin : Angela (Abigail Bianca)
- 2006 : DOA: Mort ou Vif : Helena Douglas (Sarah Carter)
- 2006 : La nuit des morts-vivants 3D : Hellie Cooper (Johanna Black)
- 2006 : Touristes : Amy (Beau Garrett)
- 2006 : Dans la mire du pouvoir : Tania (Camilla Rutherford)
- 2006 : Noël noir : Leigh Colvin (Kristen Cloke)
- 2007 : L'Auto-stoppeur : Grace Andrews (Sophia Bush)
- 2007 : L'Escouade Reno 911 à Miami : Députée Raineesha Williams (Niecy Nash)
- 2007 : Piégés : La deuxième séduction : Stephanie Baxter (Kailin See)
- 2007 : Monsieur Woodcock : Tracy (Melissa Sagemiller)
- 2007 : Interférences 2 : Rebecca Dale (Kendall Cross)
- 2007 : Blind Dating : Jasmine (Jennifer Alden)
- 2008 : Vies brisées : Judy Ryan (Claudette Mink)
- 2008 : Maman porteuse : Kate Holbrook (Tina Fey)
- 2008 : Tromperie : S (Michelle Williams)
- 2008 : A Good Man Is Hard To Find : Monica (Melissa De Sousa)
- 2008 : Le nettoyeur : Cherie (Maggie Lawson)
- 2008 : Jeunes adultes qui baisent : Kristen (Carly Pope)
- 2008 : Demi-frères : Denise (Andrea Savage)
- 2008 : De gré ou de force : Ellen (Colleen Rennison)
- 2008 : Le roi Scorpion 2 : L'avènement d'un guerrier : Astarté (Natalie Becker)
- 2008 : Film catastrophe : Hannah Montana / Juno (Crista Flanagan (en))
- 2008 : Monsieur Oui : Stephanie (Molly Sims)
- 2009 : Mon nom est Bruce : Kelly Graham (Grace Thorsen)
- 2009 : Gospel Hill : Mme Palmer (Nia Long)
- 2009 : Le dernier coup : Cheryl (Ivana Miličević)
- 2009 : Obsédée : Lisa (Ali Larter)
- 2009 : La fosse du diable : Dr Elissa Cardell (Valerie Cruz)
- 2009 : B-Girl : Hip-Hop dans la peau : Angel (Jules Urich)
- 2009 : Le collectionneur sadique : Victoria (Andrea Roth)
- 2009 : Alvin et les Chipmunks : La suite : Eleanor Miller
- 2009 : C'est compliqué : Agness (Lake Bell)
- 2011 : Fleur de neige et l'éventail secret : Nina / Lily (Li Bingbing)
- 2011 : Contagion : Dr. Erin Mears (Kate Winslet)
- 2011 : Sang-froid : Irene (Carey Mulligan)
- 2011 : Sortie fatale 4 : Sara (Tenika Davis)
- 2011 : Alvin et les Chipmunks: Les naufragés : Eleanor Miller
- 2012 : Sinistre : Tracy (Juliet Rylance)
- 2013 : Film de peur 5 : Kendra Brooks (Erica Ash)
- 2013 : La purge : Mary Sandin (Lena Headey)
- 2014 : Le porteur : Rivka (Rebecca DaCosta)
- 2014 : La Chanson de l'éléphant : Christelle (Cindy Sampson)
- 2019 : Le Roi lion : Shenzi (Florence Kasumba)

#### Films d'animation
- 1989 : Babar: Le film : Céleste, jeune
- 1995 : Pocahontas : Nakoma
- 1998 : Pocahontas 2 : À la découverte d'un monde nouveau : Nakoma
- 1998 : Scooby-Doo dans l'île aux zombies : Daphnée Blake
- 1999 : Pokémon, le premier film : agente Jenny
- 2000 : Pokémon : le film 2000 : Maren
- 2001 : La Belle et le Clochard 2 : L'Aventure de Scamp : Annette
- 2001 : Atlantis: l'empire perdu : Audrey Ramirez
- 2002 : Cendrillon 2 : La magie des rêves : Javotte
- 2003 : Atlantis : Le retour de Milo : Audrey Ramirez
- 2004 : Les Incroyable : Hélène / Élasto-fille
- 2005 : La Mariée cadavérique : Émily, la mariée cadavérique
- 2007 : Cendrillon 3 : Les hasards du temps : Javotte
- 2008 : Incroyables fables : Lièvres contre tortues : Dotty Tortoise
- 2008 : Delgo : Princesse Kyla
- 2009 : Monstres contre Aliens : la voix de l'ordinateur
- 2013 : Détestable moi 2 : Lucy Wilde
- 2016 : Party de saucisses : Teresa
- 2016 : Chantez ! : Judith
- 2017 : Détestable moi 3 : Lucy Wilde
- 2018 : Les Incroyable 2 : Hélène / Elasto-fille

### Télévision

#### Téléfilms
- Millie Tresierra dans :
  - Mourir deux fois (2006) : Agent Melanie Carter
  - La bague de Sophia (2009) : Sarah Brooks
- 1990 : More Winners : Mr. Edmund : Cherry (Rebecca Smart)
- 1992 : Alana ou le futur imparfait : Alana (Katharine Cullen)
- 1999 : Le mystère du Projet Blair : Elle-même (Heather Donahue)
- 2000 : La grotte sacrée : Linda Dobson (Ellina McCormick)
- 2000 : Rage au volant : Sonia Walker (Danielle Brett)
- 2000 : Juvénile ! : Amber (Reagan Pasternak)
- 2000 : Le traqueur : Kim Chang (Lexa Doig)
- 2005 : Shania : Une vie en huit albums : Eilleen Shania Twain (Meredith Henderson)
- 2006 : Séduction dangereuse : Gloria Moretti (Victoria Sánchez)
- 2007 : Au bord du gouffre : Vanessa Cooper (Claudia Besso)
- 2008 : Harcèlement d'outre-tombe : Alex Wilson (Shannon Elizabeth)
- 2010 : Tricheurs : Principal Archibald (Claudia Ferri)
- 2010 : Le plan parfait : Lauren Baker (Emily Rose)
- 2011 : Escale en enfer : Amanda Collier (Rachael Leigh Cook)
- 2011 : Taken from Me: The Tiffany Rubin Story : Tiffany Rubin (Taraji P. Henson)
- 2013 : Mary and Martha : Mary (Hilary Swank)

#### Séries télévisées
- 1990 - 1991 : Les Contes d'Avonlea : Sara Stanley (Sarah Polley) (seulement les saisons 1 et 2 sont doublées par Camille, les autres saisons sont doublées par d'autres actrices québécoises[3])
- 1993 - 2006 : Le Monde de Loonette : Loonette (Alyson Court puis Ramona Gilmour-Darling)
- 1993 : Les Chroniques de San Francisco : Mona Ramsey (Chloe Webb)
- 1994 : The Tomorrow People (en) : Lucy (Laurence Bouvard)
- 1996 - 1999 : Psi Factor, chroniques de l'étrange : Dr. Claire Davison (Soo Garay) (la saison 4 a été doublée en France[4])
- 1996 - 1997 : Un cas très spécial (en) : Suzee (Rebecca Herbst) (la saison 1 a été doublée par une autre actrice québécoise[5])
- 1997 : La Légende du cavalier fantôme (sv) (A Legend to Ride) : Anette (Leonor Varela)
- 1998 : Les Nouvelles chroniques de San Francisco : Mona Ramsey (Nina Siemaszko) (la mini-série a été doublée en 2001[6])
- 1998 - 1999 : Amandine Malabul : Edith Aigreur (Felicity Jones)
- 2001 - 2005 : Edgemont : Jennifer MacMahon (Sarah Lind)
- 2002 - 2005 : L'Heure de vérité (en) : Isobel Lambert (Waneta Storms)
- 2004 - 2005 : Les Leçons de Josh : Angela (Lucinda Davis)
- 2004 - 2007 : Ma vie de star : Portia Quincy (Miku Graham)
- 2008 - 2009 : La Limite (en) : Michelle (Genelle Williams)
- 2010 - 2011 : Majeurs et mariés : Tara Hill (Angela Asher)
- 2013 - 2014 : Orange Is the New Black : Dayanara Diaz (Dascha Polanco) (seulement les deux premières saisons sont doublées au Québec, les saisons subséquentes seront doublées en France[7])

#### Séries d'animation
- 1996 : Arthur : Suzie Armstrong
- 1997 : Donkey Kong : Candy Kong (saison 1)
- 2005 - 2008 : La Classe des Titans : Atlanta
- 2009 : Défis Extrêmes: Action ! : Sandrine / Eva
- 2009 - 2011 : Stoked : Fin
- 2010 : Défis extrêmes: La tournée musicale : Sandrine / Eva
- 2016 : Défis extrêmes : L'Absurdicourse : Emma / Cramoisi